# واددون، کمبریج‌شر
واددون (به انگلیسی: Whaddon) یک محله مدنی و روستا در بریتانیا است که در کمبریج‌شر جنوبی واقع شده‌است. واددون ۴۸۱ نفر جمعیت دارد.